# Krivosúd-Bodovka
Krivosúd-Bodovka (Hongaars: Bodóka) is een Slowaakse gemeente in de regio Trenčín, en maakt deel uit van het district Trenčín.
Krivosúd-Bodovka telt 329 inwoners.